# Houlbjerg Herred
Houlbjerg Herred hed i Kong Valdemars Jordebog Haghælbiarghæreth og hørte i middelalderen til Åbosyssel; Senere kom det under Dronningborg Len, og fra 1660 Dronningborg Amt; I 1794 kom det under det da oprettede Viborg Amt (før 1970).
Houlbjerg Herred er det sydøstligste herred i amtet, og grænser mod vest og nord til  af Lysgaard og Middelsom Herreder, mod øst og syd grænser det til Randers Amt (Galten Herred) og Aarhus Amt (Sabro Herred og Gjern Herred). Grænsen mod vest og nord dannes af Gudenå og på nordøstgrænsen løber dens tilløb Lilleå.
Jorderne er bakkede og meget afvekslende; de er højest mod øst hvor det højdedrag, der danner vandskellet mellem Gudenå og Lilleå, hvis højeste punkt Dejehøj der er 108 moh. ligger.
I herredet ligger følgend sogne:
- Aidt Sogn – (Hvorslev Kommune)
- Gerning Sogn – (Hvorslev Kommune)
- Granslev Sogn – (Langå Kommune)
- Gullev Sogn – (Bjerringbro Kommune)
- Haurum Sogn – (Hammel Kommune)
- Houlbjerg Sogn – (Langå Kommune)
- Hvorslev Sogn – (Hvorslev Kommune)
- Sahl Sogn – (Bjerringbro Kommune)
- Sall Sogn – (Hammel Kommune)
- Skjød Sogn -(Hammel Kommune)
- Thorsø Sogn – (Hvorslev Kommune)
- Vejerslev Sogn – (Hvorslev Kommune)
- Vellev Sogn – (Hvorslev Kommune)

## Eksterne kilder og henvisninger
- Houlbjerg Herred i J.P. Trap: Kongeriget Danmark, udarbejdet af H. Weitemeyer (3. udgave, 4. bind 1901)

56°20′49.16″N 9°44′11.87″Ø / 56.3469889°N 9.7366306°Ø